# Korzo
Korzo is een theater en productiehuis uit Den Haag. Het theater en productiehuis werd begin jaren tien van de 20e eeuw opgericht en organiseert muziek- en dansvoorstellingen uit Australië, Azië, Europa, Noord, Zuid- en Midden-Amerika. Het is Nederlands grootste dansproductiehuis.

## Geschiedenis
Korzo werd in 1936 als een bioscoop onder de naam Corso opgericht. Zesenzestig jaar later sloot de bioscoop zijn deuren. Nadien stond het bioscooppand ongeveer vier jaar leeg, totdat het werd gekraakt door een groep kunstenaars en studenten. In februari 1984 opende in het gekraakte bioscooppand het Korzo-theater voor experimentele dans en muziek. Ongeveer zestien jaar later had het theater met ruimtegebrek te kampen. Derhalve nam Korzo het naastliggende kantoorgebouw en de erachterliggende schuilkerk O.L. Vrouw van Scherpenheuvel in. In 2003 was het ruimtegebrek weer aan de orde. Er werden plannen gemaakt de kerk af te breken en de andere gebouwen te verbouwen. Nadat toenmalige wethouder Jetta Klijnsma het budget van € 4,5 miljoen goedkeurde werden de plannen tot uitvoering gebracht. In 2008 verhuisde Korzo naar een tijdelijk onderkomen in BINK36. Na drie jaar verbouwing kon zij het eigen pand weer in gebruik nemen. De oude glas-in-loodramen van de kerk zijn bewaard gebleven.